# Jean Roller
Pour les articles homonymes, voir Roller.
Jean Roller, né le 30 décembre 1798 à Paris, où il est mort dans le 9e arrondissement le 18 novembre 1866, est un peintre et sculpteur français.

## Biographie
Initialement fabricant de piano, Jean Roller se consacre plus tard à la peinture et était un élève de Claude Gautherot. Il expose au Salon entre 1836 et 1866. Il a reçu une médaille de troisième classe en 1840, une médaille de deuxième classe en 1842, et une de première classe en 1843.